# Tetraponera mayri
Tetraponera mayri är en myrart som först beskrevs av Auguste-Henri Forel 1901.  Tetraponera mayri ingår i släktet Tetraponera och familjen myror. Inga underarter finns listade i Catalogue of Life.